# Ophioglossales
Ophioglossales is een orde van varens. De juiste plaatsing van deze orde is onderwerp van discussie.

## Kenmerken
Ophioglossales worden gekenmerkt door kortlevende sporen die gevormd worden in sporendoosjes zonder annulus. De sporendoosjes worden gedragen op een vruchtbare sporenaar of sporofoor, die een gemeenschappelijke steel deelt met het onvruchtbare blad of trofofoor. De gametofyt leeft ondergronds, en kan in slechte omstandigheden tot twintig jaar overleven zonder een sporofyt te vormen.

## Taxonomie
In de 23e druk van de Heukels worden de Ophioglossales naast de Filicales in de klasse Pteropsida geplaatst. Dit is een vrij opmerkelijk verschil met de 22e druk toen de familie Ophioglossaceae (addertongfamilie) nog "gewoon" tussen de andere varens geplaatst werd.
In de taxonomische beschrijving van Smith en anderen uit 2006 worden de Ophioglossales naast de orde Psilotales in een aparte klasse Psilotopsida geplaatst, als zustergroep van de andere varens.
De orde omvat slechts één familie, de Ophioglossaceae, die in sommige classificaties in twee of drie families wordt gesplitst, de addertongen of Ophioglossaceae, de maanvarens of Botrychiaceae en de monotypische familie Helminthostachyaceae.
- Orde: Ophioglossales
  - Familie: Ophioglossaceae (Addertongfamilie)
    - Geslachten:
      - Botrychium s.l., inclusief Sceptridium, Botrypus, en Japanobotrychium
      - Helminthostachys
      - Ophioglossum s.l., inclusief Ophioderma en Cheiroglossa
      - Mankyua

De orde telt ongeveer tachtig soorten.